# Transportes Barra
Transportes Barra é uma empresa brasileira de transporte coletivo urbano da cidade do Rio de Janeiro. É uma concessionária municipal filiada ao Rio Ônibus.

## História
Com a fundação da Transportes Barra em junho de 1991, a Viação Redentor começou um processo de cisão, da qual resultou, além desta, também as empresas Transportes Futuro e a Litoral Rio Transportes.
A mesma começou a operar com 120 veículos e suas instalações eram a princípio na Estrada do Gabinal. Com o surgimento da Litoral Rio em 1994, a empresa mudou-se para a Taquara, e depois transferiu-se definitivamente para a sede própria atual no bairro de Vila Valqueire, na zona oeste do Rio de Janeiro. Depois foram transferidas duas linhas para a Transportes Barra assim totalizando 174 carros, que posteriormente foram retiradas da Transportes Barra e transferidas para a Transportes Futuro, a mais nova empresa do Grupo Redentor. Sendo assim, reduzindo a sua frota para a casa dos 120 carros e reduzindo o número de funcionários.
Após a padronização imposta pelo poder público municipal em 2010, deixou suas cores originais e adotou a pintura dos consórcios Transcarioca e Santa Cruz.